# Baile na nGall
Baile na nGall, på engelska Ballydavid och Ballynagall, är en by i grevskapet Kerry i sydvästra Irland. Byn ligger på Dinglehalvön i ett Gaeltacht, ett område där iriska fortfarande talas allmänt. I sydost gränsar byn till  Baile an Fheirtéaraigh som även är dess centrum. I Baile na nGall ligger en av Irlands mest kända och fotograferade byggnader, den tidiga stenkyrkan Gallarus oratorium.
Byns namns är iriska för Främlingarnas by och syftar på att området och dess hamn under vikingatiden var hem för vikingar. Liknande namn återfinns på flera andra platser på Irland, mest känt är grevskapet Donegal, på iriska Dún na nGall, Främlingarnas borg.